# Alex Molenaar
Alex Molenaar (13 de julho de 1999) em Roterdão, é um ciclista neerlandês, membro da equipa Illes Balears Arabay Cycling

## Biografia
Alex Molenaar nasce em Roterdão de um pai neerlandês e de uma mãe espanhola. Ele muda-se à idade de seis anos para Oud-Beijerland. Bilingue neerlandês-espanhol, tem para treinador Francisco Cabello.
Nos juniores (menos de 19 anos), distingue-se durante a temporada de 2017 conseguindo os Três Dias de Axel, corrida por etapas de nível internacional. No ano seguinte, ele integra a equipa Destil-Parkhotel Valkenburg, para a sua passagem nas esperanças.. Em agosto, termina quarto e melhor jovem da Volta de Szeklerland, na Romênia
Em 2019, apanha outra formação neerlandesa : Monkey Town-A Bloc. Bom escalador, consegue uma etapa da Tour de Haute-Autriche.,  na Volta à Roménia e a etapa rainha da Volta ao lago Qinghai, cuja chegada está julgada a para perto de 3 800 metros de altitude. Classifica-se igualmente sexto do campeonato dos Países Baixos esperanças, ou ainda décimo quinto e melhor jovem da GP Beiras e Serra da Estrela
Considerado pelas suas boas temporadas no calendário continental, passa a profissional em 2020 na Burgos BH.. Em outubro, está seleccionado pela sua equipa para participar ao Volta a Espanha, a sua primeiro grande volta. Durante a décima etapa, faz parte da escapada do dia e recebe o prêmio da combatividade

## Palmarés

### Por ano
- 2017
  - Classificação geral das Três Dias de Axel
- 2019
  -     - 2. ª etapa da Tour de Huate-Autriche
    - 8. ª etapa da Volta ao lago Qinghai

  - Classificação geral da Volta à Roménia

### Classificações mundiais
| Ano             | 2018   | 2019  |
| UCI Europe Tour | 1 169. | 380.º |

### Resultados nas grandes voltas

#### Volta a Espanha2020
1 participação
2024
- etapa GP Beiras e Serra da Estrela